# 가이 포크스 가면

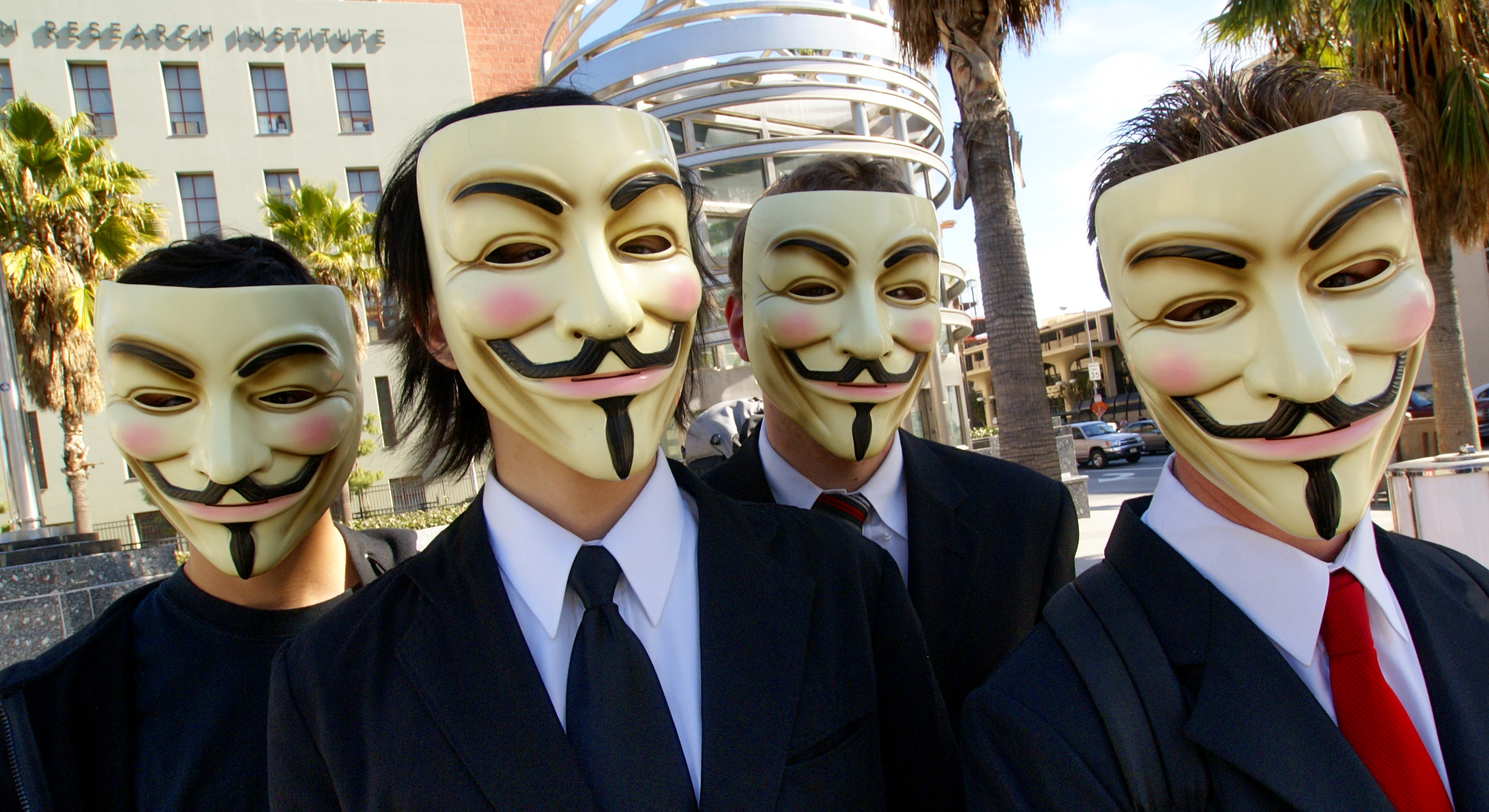
2008년 미국 LA에서 가이 포크스 가면을 쓰고 있는 "Anonymous" 단체 회원들

가이 포크스 가면은 1605년 영국 웨스트민스터 궁전을 폭파하려던 화약음모사건에 가담한 사람 가운데 가장 유명한 가이 포크스를 비현실적으로 표현한 가면을 말한다. 오래전부터 가이 포크스의 밤 기념 의식에서 가이 포크스를 나타내는 가면을 사용해왔다. 하지만  데이비드 로이드 만화가가 창안한 가이 포크스 가면이 1982년 만화로 출간되었고 2005년 영화로도 각색된 브이 포 벤데타에서 사용된 이후에 광범위한 저항을 표현하게 되었다. 이 가면은 인터넷 토론장에 등장한 후 현실의 저항 운동에 참여하는 사람이 이 가면을 쓰면서  전 세계적으로 널리 사용되었다. 아나키즘의 상징이기도 하다.
이 가면은  미묘한 미소와 붉은 볼, 양 쪽 끝이 올라간 콧수염, 가늘고 뽀족한 턱수염이 특징이다.
대표적으로 어나니머스의 회원들이 쓰고 있다.